# Tulamba
Tulamba (en ourdou : تلَمبہ) est une ville pakistanaise située dans le district de Khanewal, dans le centre de la province du Pendjab. C'est la sixième plus grande ville du district. Elle est située à environ une centaine de kilomètres de Multan.
La population de la ville a été multipliée par près de deux entre 1972 et 2017 selon les recensements officiels, passant de 15 894 habitants à 31 986. Entre 1998 et 2017, la croissance annuelle moyenne s'affiche à 1,5 %, inférieure à la moyenne nationale de 2,4 %. Selon le recensement de 2023, la population de la ville monte à 35 069 habitants.
|            | 1972 (rec.) | 1981 (rec.) | 1998 (rec.) | 2017 (rec.) | 2023 (rec.) |
| ---------- | ----------- | ----------- | ----------- | ----------- | ----------- |
| Population | 15 894      | 17 497      | 24 120      | 31 986      | 35 069      |